# Гала Седкі
Гала Седкі Джордж Йонан (араб. هالة صدقى جورج يونان; нар. 15 червня 1961, Каїр, Єгипет) — єгипетська акторка. 

## Життєпис
Гала Седкі народилася 15 червня 1961 року в Каїрі. Займалася плаванням. Деякий час мешкала у США.
Першою серед єгипетських акторок знялась у фільмі в купальнику.
Лауреат Каїрського міжнародного кінофестивалю за найкращу жіночу роль. 
Була одружена з Магді Вільям. Другий чоловік Самег Самі Закарія, у шлюбі з яким має двоє дітей: Маріам Закарія та Юсуф Закарія.

## Фільмографія
- 1989 — «Ці хлопці» — Ельгам
- 1990 — «Змія смерті» — Набіла[2]
- 2004 — «Олександрія... Нью-Йорк»[en] — Бонні
- 2007 — «Хаос»[en] — Гейя Фауда
- 2010 — «Молодий Олександр Великий» — Олімпія
- 2016 — «Ваннус»